# Jitka Antošová
Jitka Antošová (ur. 13 marca 1987 w Děčinie) – czeska wioślarka.

## Osiągnięcia
- Mistrzostwa Świata Juniorów – Ateny 2003 – czwórka podwójna – 4. miejsce[1].
- Puchar Świata 2004:
  - II etap: Monachium – dwójka podwójna – 14. miejsce[1].
- Mistrzostwa Świata Juniorów – Banyoles 2004 – dwójka podwójna – 1. miejsce[1].
- Mistrzostwa Świata Juniorów – Brandenburg 2005 – dwójka podwójna – 1. miejsce[1].
- Puchar Świata 2006:
  - I etap: Monachium – dwójka podwójna – 3. miejsce[1].
  - II etap: Poznań – dwójka podwójna – 7. miejsce[1].
  - III etap: Lucerna – dwójka podwójna – 4. miejsce[1].
- Mistrzostwa Świata U-23 – Hazewinkel 2006 – dwójka podwójna – 1. miejsce[1].
- Mistrzostwa Świata – Eton 2006 – dwójka podwójna – 7. miejsce[1].
- Puchar Świata 2007:
  - I etap: Linz – dwójka podwójna – 8. miejsce[1].
  - II etap: Amsterdam – dwójka podwójna – 3. miejsce[1].
  - III etap: Lucerna – dwójka podwójna – 10. miejsce[1].
- Mistrzostwa Świata U-23 – Glasgow 2007 – dwójka podwójna – 1. miejsce[1].
- Mistrzostwa Europy – Poznań 2007 – dwójka podwójna – 1. miejsce[1].
- Mistrzostwa Świata – Monachium 2007 – dwójka podwójna – 5. miejsce[1].
- Puchar Świata 2008:
  - I etap: Monachium – dwójka podwójna – 4. miejsce[1].
  - III etap: Poznań – dwójka podwójna – 4. miejsce[1].
- Mistrzostwa Świata U-23 – Brandenburg 2008 – dwójka podwójna – 2. miejsce[1].
- Igrzyska Olimpijskie – Pekin 2008 – dwójka podwójna – 2. miejsce[2][1].
- Puchar Świata 2009:
  - II etap: Monachium – jedynka – 5. miejsce[1].
- Mistrzostwa Świata U-23 – Račice 2009 – jedynka – 1. miejsce[1].
- Mistrzostwa Świata – Poznań 2009 – dwójka podwójna – 5. miejsce[1].
- Mistrzostwa Europy – Brześć 2009 – dwójka podwójna – 2. miejsce[1].
- Mistrzostwa Europy – Montemor-o-Velho 2010 – dwójka podwójna – 5. miejsce[1].